# Lydia Arsens
Lydia Augusta Arsens (18 mars 1906-25 février 1983) est une femme politique canadienne de la Colombie-Britannique. Elle est députée provinciale créditiste de la circonscription britanno-colombienne de Victoria City de 1953 à 1956.
Arsens meurt en février 1983 à l'âge de 76 ans.